# Корекські рифи

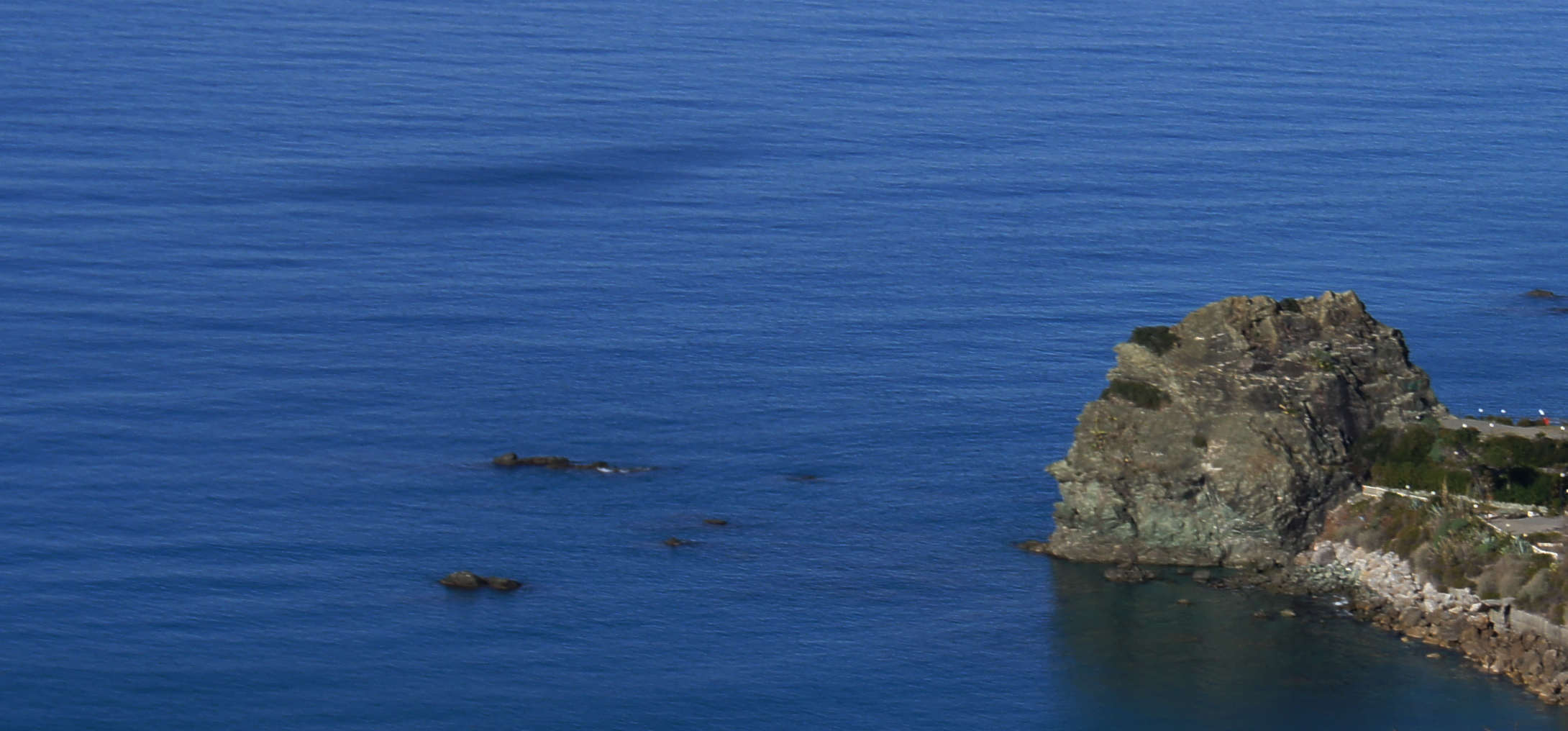
Вид на Корекські рифи з Colle degli Ulivi

Корекські рифи — група скель у Тірренському морі поблизу Кореки в провінції Калабрія, Італія.
Група складається з десяти скель: Капото (найбільша), Форміка, Джінаріо, Лонґаріно, Піккірілло, Тіроле (або Піроле), чотири Скваґлі та Фунтана. Вони розкидані на узбережжі Кореки поблизу «La Tonnara».
Капото — найбільша скеля, площею 50 м², її використовується в основному для дайвінгу, а також для аматорських фото- і кінематографічних зйомок.
У 1960—1980-х роках це було привабливе місце для радіолюбителів та відеооператорів. Воно також викликало інтерес таких організацій як Італійська ліга захисту птахів через велику кількість морських птахів, популяції яких зараз, однак, зникли.
Адміністративно ця територія належить до муніципалітету Амантеа у провінції Козенца.